# Best of the Blessed
Best of the Blessed è una raccolta della band power metal tedesca Powerwolf. Inizialmente previsto per essere pubblicato il 5 giugno 2020, è stato successivamente pubblicato il 3 luglio 2020 tramite Napalm Records. L'album è in parte una raccolta di brani pubblicati dal 2013, ma contiene anche sei brani ri-registrati e un brano riscritto pubblicato prima del 2013.
Un'edizione limitata e un box LP sono contenuti in un secondo disco chiamato The Live Sacrament, e presenta brani dal vivo registrati durante il Wolfsnächte Tour 2018.
Prima che l'album fosse pubblicato, il gruppo ha pubblicato la canzone Kiss of the Cobra King come singolo il 1º novembre 2019 ricevendo nahce un video musicale.
Il 27 marzo 2020 hanno pubblicato il singolo Werewolves of Armenia.

## Tracce
1. We Drink Your Blood (versione 2020) – 3:35
2. Army of the Night – 3:21
3. Demons Are a Girl's Best Friend – 3:38
4. Werewolves of Armenia (versione 2020) – 4:15
5. Saturday Satan (versione 2020) – 5:19
6. Amen & Attack – 3:54
7. Where the Wild Wolves Have Gone – 4:13
8. Resurrection by Erection (versione 2020) – 4:02
9. Sanctified with Dynamite (versione 2020) – 4:27
10. Kreuzfeuer – 3:47
11. Armata Strigoi – 3:59
12. Kiss of the Cobra King (versione 2019) – 3:50
13. Killers with the Cross – 4:09
14. Sacred & Wild – 3:40
15. In Blood We Trust (versione 2020) – 3:04
16. Let There Be Night – 7:19

Durata totale: 66:32

### The Live Sacrament(Album bonus)
1. Fire & Forgive – 6:27
2. Incense & Iron – 4:42
3. Amen & Attack – 3:57
4. Demons Are a Girl's Best Friend – 4:25
5. Killers with the Cross – 4:46
6. Armata Strigoi – 5:12
7. Blessed & Possessed – 4:46
8. Where the Wild Wolves Have Gone – 4:26
9. Resurrection by Erection – 3:58
10. Stossgebet – 4:50
11. All We Need Is Blood – 3:51
12. We Drink Your Blood – 3:54
13. Werewolves of Armenia – 5:26
14. Lupus Dei – 5:25

Durata totale: 66:05

### The Live Sacrament(Album ed LP bonus)
1. Sanctified with Dynamite – 6:15
2. Army of the Night – 4:29
3. Coleus Sanctus – 4:01
4. Let There Be Night – 4:48

Durata totale: 19:33

## Formazione
- Attila Dorn – voce
- Matthew Greywolf – chitarra
- Charles Greywolf – chitarra, basso
- Roel van Helden – batteria, percussioni
- Falk Maria Schlegel – organo, tastiera